# Devariodanio
Devariodanio (Devario devario) är en fiskart som först beskrevs av Hamilton 1822.  Devariodanio ingår i släktet Devario och familjen karpfiskar. IUCN kategoriserar arten globalt som livskraftig. Inga underarter finns listade i Catalogue of Life.